# Kamenná (Krásná)

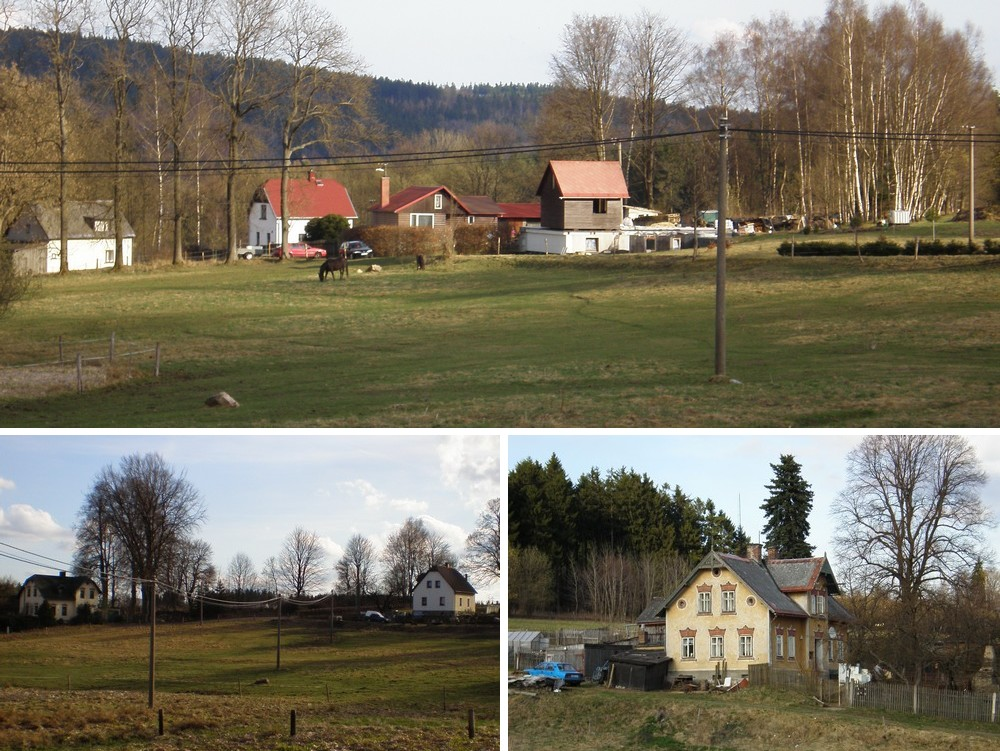
Ortsansichten

Kamenná (deutsch Steinpöhl) ist ein Ortsteil der Gemeinde Krásná in Tschechien.

## Geographie

### Geographische Lage
Kamenná liegt dreieinhalb Kilometer nördlich von Aš im Okres Cheb. Die Ortslage befindet sich im Tal des Widembaches, einem linken Zufluss des Ašský potok (Äsch), in der Ašská vrchovina (Ascher Bergland). Nördlich erhebt sich der U Lomu (Finkenberg, 707 m n.m.), im Nordosten der Studánecký vrch (Hungersberg, 697 m n.m.), südöstlich der Háj (Hainberg, 758 m n.m.), im Südwesten die Stráňka (Gehängberg, 689 m n.m.) sowie nordwestlich der Loupežník (Raubhäuserberg, 702 m n.m.). Durch Kamenná führt die Bahnstrecke Aš–Adorf, nordöstlich des Ortes liegt der Haltepunkt Podhradí. Östlich des Dorfes verläuft die Staatsstraße II/217 zwischen Aš und Hranice. Gegen Westen erstreckt sich der Naturpark Smrčiny und im Osten der Naturpark Halštrov.

### Ortsgliederung
Der Ortsteil Kamenná ist Teil des Katastralbezirkes Krásná. Zu Kamenná gehören die Ortslagen Horní Kamenná (Steinpöhl), Dolní Kamenná (Steingeröll), Černý Luh (Schwarzloh) und Větrov (Wiedenfeld) sowie die Wüstung Loupežnické Domky (Raubhaus).

### Nachbargemeinden
Nachbarorte sind Pastviny und Novosedly im Norden, Studánka, Novomeští und Smrčina im Nordosten, Podhradí und Smrčina im Osten, Marak und Větrov im Südosten, Krásná und Černý Luh im Süden, Štítary im Südwesten, Újezd im Westen sowie Faßmannsreuth im Nordwesten.

## Geschichte
Steinpöhl wurde zu Beginn des 17. Jahrhunderts am Berghang entlang der Straße von Unterschönbach nach Friedersreuth als Straßendorf angelegt. 1610 wurde das Dorf – zusammen mit Eilfhausen – unter dem Namen Steinbühel in einem Anstellungsbrief der Grafen Zedtwitz für den Ascher Oberpfarrer Engelhardt erstmals erwähnt. Karl Joseph von Zedtwitz ließ 1690 die verfallene Feste Sorg zu einem Schloss umbauen. Zu dieser Zeit entstanden in den Tälern neben Steinpöhl weitere kleine Ansiedlungen; im Südosten Steingeröll und südlich Schwarzenloh.
Bei der Einführung der Hausnummerierung im Jahre 1771 bestanden Elfhausen und Steinpöhl aus insgesamt 21 Anwesen, die als Hausnummern 97–117 der Gemeinde Neuberg geführt wurden. Im Jahre 1845 wurden das Schloss und der Weiler Sorg, die Weiler Steinböhl bzw. Steinpöhl, Steingeröll und Eilfhäuser bzw. Eilfhausen mit jeweils „einigen Häusern“ sowie die Einschichten Neu- oder Häschermühle, Wiedenfeld (zwei Häuser), Raubhaus und Sorgmühle als Zubehör zur Gemeinde Neuberg aufgeführt. Pfarrort war Asch bzw. Niklasberg, in Neuberg gab es eine protestantische Filialkirche „Zum Guten Hirten“. Bis zur Mitte des 19. Jahrhunderts blieben Steinpöhl, Schwarzenloh und Steingeröll der Herrschaft Asch untertänig.
Nach der Aufhebung der Patrimonialherrschaften bildeten Steinpöhl und Steingeröll ab 1849 Ortsteile der Gemeinde Neuberg im Gerichtsbezirk Asch; Schwarzloh, Schützenloh bzw. Fuchsmühle, Wiedenfeld und Wiedenpöhl gehörten hingegen zur Gemeinde Schönbach. 1866 wurde in Steinpöhl eine Schule mit zwei Klassen eröffnet. Ab 1868 wurden die Dörfer Teil des neugebildeten Bezirks Asch. 1885 wurde der Verkehr auf der Lokalbahn Asch-Roßbach aufgenommen, zwischen Steinpöhl und Elfhausen entstand der Haltepunkt Neuberg. 1905 wurde das Steinpöhler Schulhaus durch einen Neubau mit Glockentürmchen ersetzt, in dem nunmehr in drei Klassen unterrichtet wurde. Beim Zensus von 1918 wurden in Steinpöhl und Elfhausen mit zugehörigen Ansiedlungen insgesamt 708 Einwohner gezählt. Nach dem Münchner Abkommen wurden die Dörfer 1938 dem deutschen Landkreis Asch zugeschlagen. 1939 gab es in den Dörfern 225 Haushalte mit 685 Einwohnern, darunter 628 Protestanten und 57 Katholiken. Es bestanden fünf Wirtshäuser; in Steinpöhl der „Heitere Blick“ und das „Gasthaus Nikol Wagner“, in Sorg das „Gasthaus Sorg“, in Elfhausen das „Neue Gasthaus“ und am Haltepunkt Neuberg das Gasthaus „Zum Finkenberg“.
Zu dieser Zeit arbeiteten die meisten der Bewohner in den Ascher Fabriken; die wenig ertragreiche Landwirtschaft spielte nur noch eine untergeordnete Rolle. In Steinpöhl gab es einen eigenen Friedhof.
Nach dem Ende des Zweiten Weltkriegs kamen die Dörfer zur Tschechoslowakei zurück. Die deutsche Bevölkerung wurde 1946 vertrieben. 1948 wurden die entsiedelten Dörfer zusammen mit Neuberg Teil der Gemeinde Kopaniny; Steinpöhl und Steingeröll wurden dabei zu einem Ort Kamenná vereinigt, zugleich wurden auch Elfhausen und Sorg unter dem Namen Smrčina zusammengefasst. In den 1960er Jahren erloschen die Dörfer Elfhausen und Steinpöhl fast gänzlich; erhalten blieb die Ortslage Steingeröll, die heute den Kern von Kamenná bildet. Seit 1961 gehört Kamenná zum Okres Cheb. Am 26. November 1971 erfolgte die Eingemeindung nach Krásná. Zwischen 1976 und 1990 gehörte Kamenná als Ortsteil zur Stadt Aš, seither bildet Kamenná  wieder einen Ortsteil der Gemeinde Krásná. Beim Zensus von 2001 bestand der Ort aus 21 Wohnhäusern, in denen wiederum 51 Menschen lebten. Insgesamt gibt es in Kamenná 32 Adressen.

### Einwohnerentwicklung
| Jahr | Einwohnerzahl |
| ---- | ------------- |
| 1869 | 424           |
| 1880 | 536           |
| 1890 | 520           |
| 1900 | 491           |

| Jahr | Einwohnerzahl |
| ---- | ------------- |
| 1910 | 636           |
| 1930 | 642           |
| 1961 | 75            |
| 1970 | 33            |

| Jahr | Einwohnerzahl |
| ---- | ------------- |
| 1980 | 45            |
| 1991 | 51            |
| 2001 | 51            |
| 2011 | 59            |

## Kultur und Sehenswürdigkeiten
- Schloss Větrov (Villa Jäger), sie wurde vom Ascher Fabrikanten Georg Jäger im Neorenaissancestil errichtet. Nach der Enteignung diente die Villa als Heim und wurde nach der Samtenen Revolution als Hotel umgenützt. In den Jahren 2014–2015 wurde das Hotel saniert.
- Ehemaliges Schloss Smrčina (Schloss Sorg), das 1690 für Karl Joseph von Zedtwitz errichtete Bauwerk befand sich bis 1911 im Besitz der Familie und musste dann wegen Überschuldung an den Ascher Unternehmer Wilhelm Fischer verkauft werden. Nach 1945 verkam das Schloss, 1963 erfolgte der Abbruch wegen Einsturzgefahr. Erhalten sind nur die baufälligen Wirtschaftsgebäude, an der Stelle des Schlosses befindet sich heute eine Silagegrube.
- Bergahorn Štítarský klen, das 25 m hohe Baumdenkmal mit einem Stammumfang von 3,15 m wächst gegenüber von Černý Luh hinter der Bahnstrecke am Ende einer kurzen zugewachsenen Allee.
- Sühnekreuz bei Marak (Neumühle)[4]